# Royal Copenhagen Golf Club
De Royal Copenhagen Golf Club (Kobenhavns Golf Klub) is de oudste golfclub van Scandinavië. Ze werd opgericht in 1898 en ligt in Dyrehaven, een natuurgebied ten noorden van Kopenhagen.

## Geschiedenis
In 1669 werd het gebied bejaagd door koning Frederik III, die het gebied liet ommuren en er duizenden herten liet uitzetten. Hij bouwde er een kasteeltje, dat hij de naam Eremitage gaf, maar sinds 1720 het Fredensborg kasteel wordt genoemd. In 1756 werd het park voor het publiek opengesteld. Geschat wordt dat er nog 2000 herten leven, maar er is nu ook een 18-holes golfbaan.

## Golfbaan
Het is niet bekend wie de golfbaan heeft aangelegd, maar in de jaren dertig werd de baan gerenoveerd door Frederik Dreyer. In 2009 zijn opnieuw werkzaamheden aan de baan gestart, en dit zal enkele jaren duren. Het terrein ligt hoog en geeft mooie vergezichten. Er zijn weinig bunkers maar de rough is moeilijk.

### Toernooien
In 2005 en 2007 werd hier het Scandinavisch Senior Open van de Europese Senior Tour gespeeld. Het werd gewonnen door de Schotse spelers Bill Longmuir en John Chillas.

## Hotel
Vlak bij de golfbaan is een hotel. Het werd in 1723 gebouwd om de koninklijke gasten in onder te brengen, en heette toen The King's Inn. Het heet nu de 'Store Kro'. In het hotel is restaurant Anna Sophie, de naam herinnert aan Anne Sophie Reventlow, die de maîtresse en later de tweede echtgenote was van koning Frederik IV.

## Trivia
- Kroonprins Frederik van Denemarken en zijn echtgenote Mary zijn lid van de club.